# Jednorożec
Jednorożec è un comune rurale polacco del distretto di Przasnysz, nel voivodato della Masovia.
Ricopre una superficie di 231,57 km² e nel 2004 contava 7 199 abitanti.